# 凯斯唐贝尔
凯斯唐贝尔（法語：Questembert，法語發音：[kɛstɑ̃bɛʁ]），布列塔尼大区莫尔比昂省的一个市镇，隶属于瓦讷区，其市镇面积为66.38平方公里，2022年1月1日时人口数量为8,081人，在法国城市中排名第1,331位。
凯斯唐贝尔位于莫尔比昂省东南部，是一个区域性的中心城市，萨沃奈—朗代诺铁路经过其境内并设有车站，另有多条公路在此交汇。

## 地名来源
根据当地官方网站的论述，“Questembert”一名出自布列塔尼语单词“kesten”（或写作“kisten”）和“perz”（或写作“perh”），合起来意为“栗树林地区”。
凯斯唐贝尔所处区域历史上通行布列塔尼语，当地于2015年加入布列塔尼语言保护组织。“Questembert”对应的布列塔尼语拼写为“Kistreberzh”，当地部分中小学开设有布列塔尼语班。

## 历史

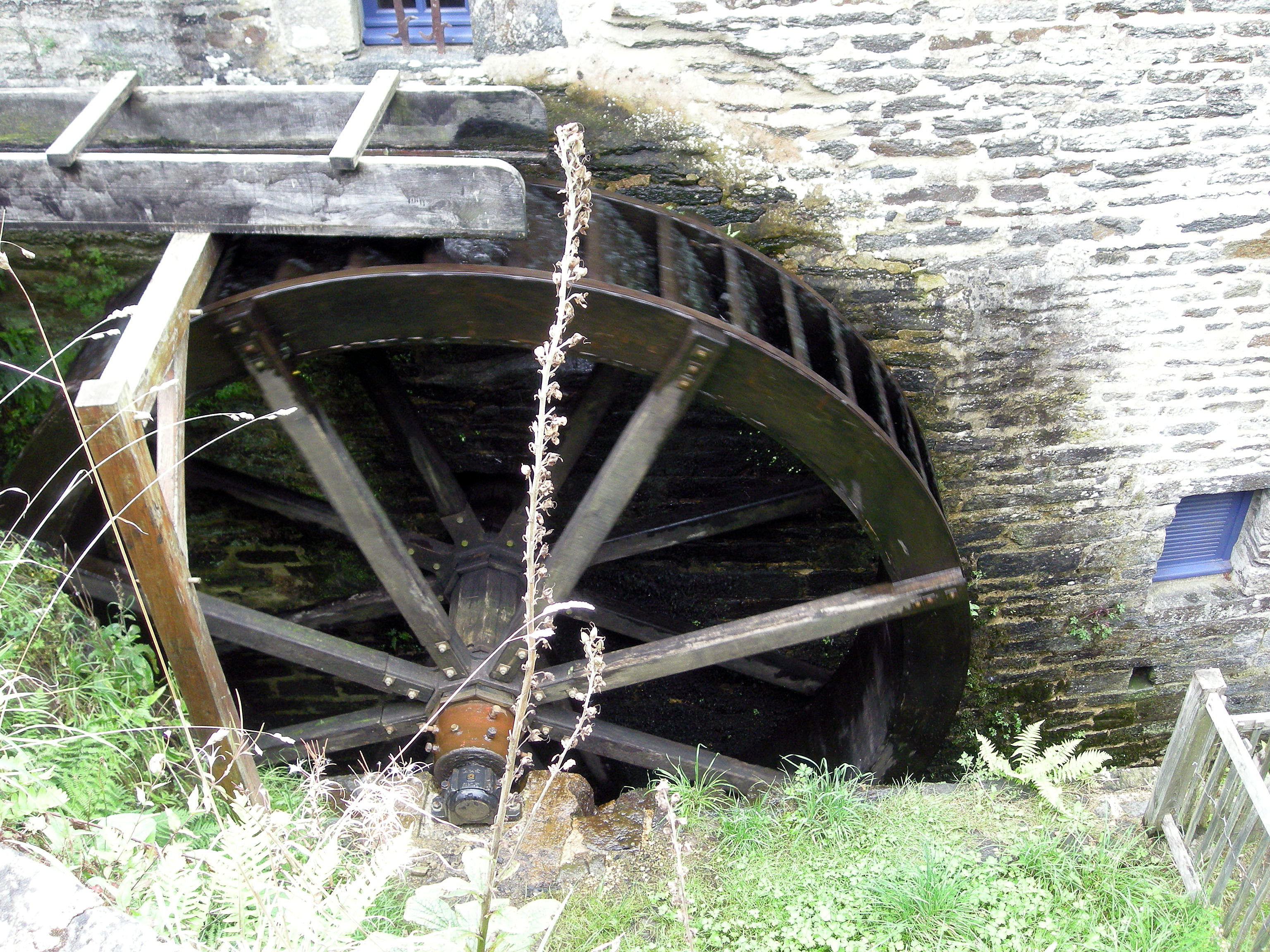
朗赛磨坊

凯斯唐贝尔的早期历史尚不清楚，其所处的布列塔尼半岛地区在中世纪初曾遭到维京人的侵占。公元九世纪末，布列塔尼国王阿兰一世率军与驻扎于此的诺曼军队展开殊死搏斗并最终获得胜利。中世纪中后期，凯斯唐贝尔曾长期为罗什福尔领主的一处领地。公元16世纪时，凯斯唐贝尔所在的布列塔尼公国成为法兰西王国的一部分，此后当地境内兴建了集市大堂，当地逐渐发展成为一个区域性的商贸中心。法国大革命后，凯斯唐贝尔成为莫尔比昂省的一个市镇。1793年11月25日，舒昂党人与共和国军队在凯斯唐贝尔境内的科埃特比昂（Coëtbihan）发生交战但未能成功。工业革命期间，途径凯斯唐贝尔的萨沃奈—朗代诺铁路和凯斯唐贝尔—普洛埃梅勒铁路相继建成通车。第一次世界大战期间，数十名凯斯唐贝尔居民前往加入法国军队。1971年，凯斯唐贝尔—普洛埃梅勒铁路被关闭，此后其部分路段被改为人行绿道。
在地方文化研究方面，当地的地方史爱好者于1975年创建了“凯斯唐贝尔遗产协会”（Association du Patrimoine de Questembert）。

## 地理

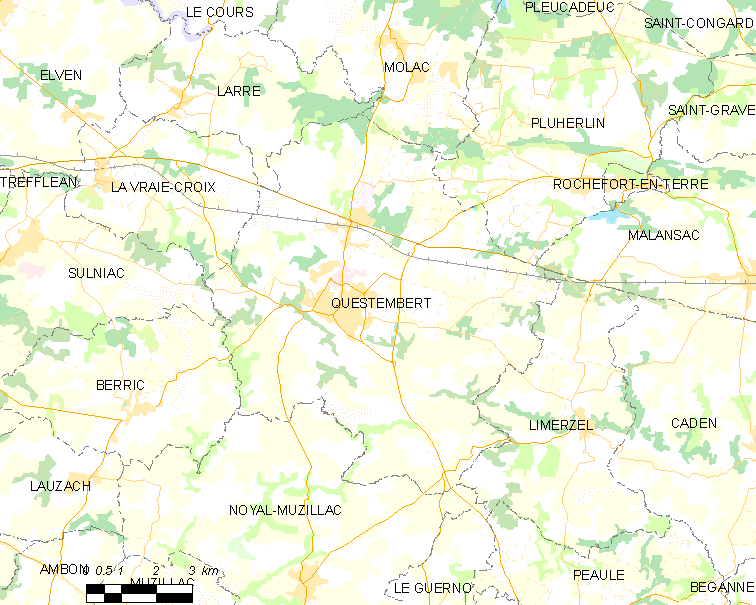
凯斯唐贝尔市镇范围地图

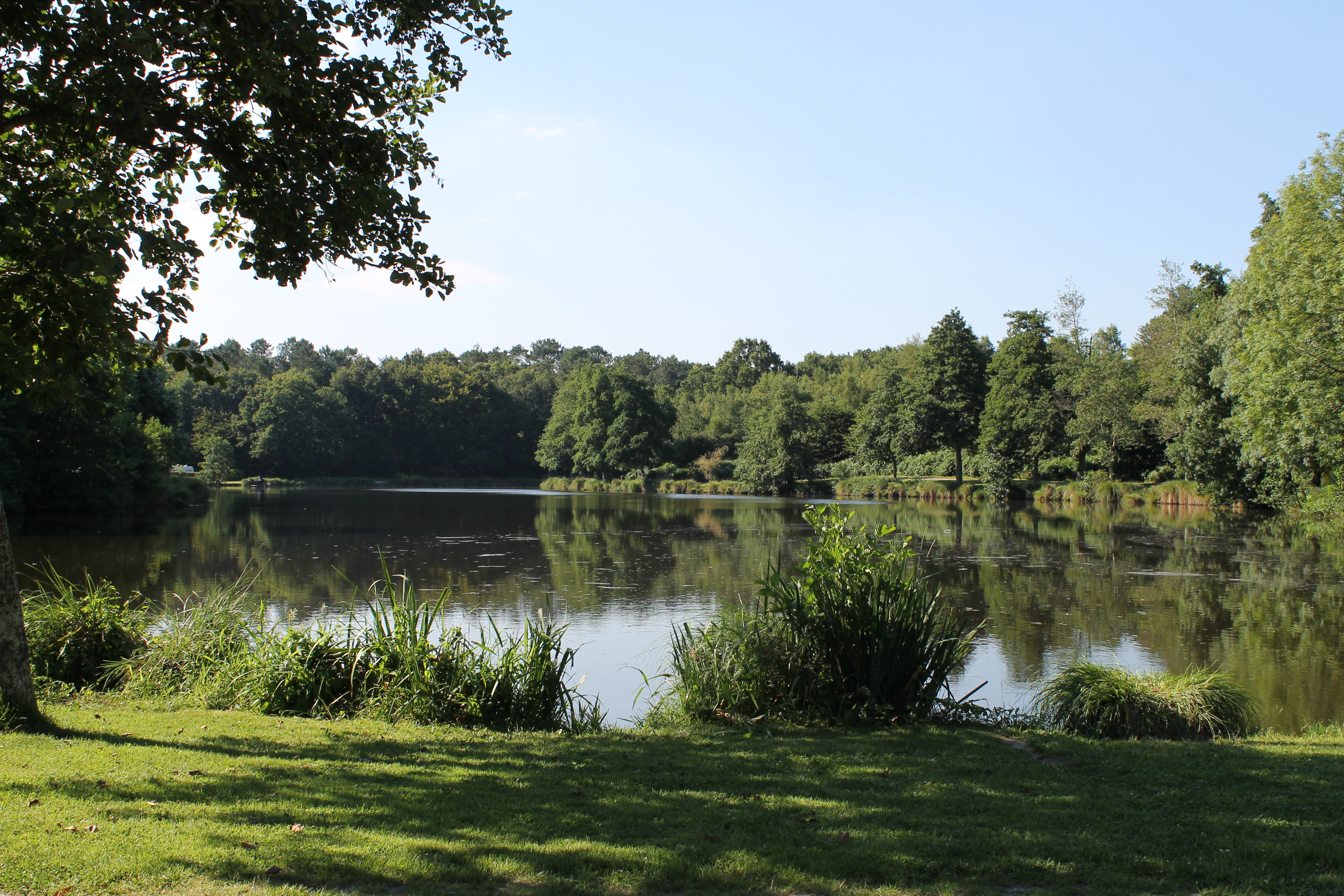
塞拉克湖

凯斯唐贝尔位于法国西北部，布列塔尼大区南部和莫尔比昂省东南部，距离省会瓦讷大约29公里。与凯斯唐贝尔接壤的市镇包括：拉雷、莫拉克、普吕埃尔兰、拉弗赖克鲁瓦、叙尔尼亚克、贝里克、马朗萨克、努瓦亚勒-米济亚克和利梅泽勒。

### 地形
凯斯唐贝尔位于阿摩里卡丘陵南部，境内以平原和浅丘为主，市镇中心地势较为平坦，北侧略有起伏，全境海拔在27到128米之间。

### 水文
圣埃卢瓦河自北向南流经凯斯唐贝尔镇中心西侧，该河上有塞拉克湖。

### 植被
凯斯唐贝尔属于温带阔叶混交林区，林地广泛分布于河流附近，市区北部的旧牧师院街区（Vieux Presbytère）是当地主要的城市绿地。
在鲜花城市的评比中，凯斯唐贝尔暂未被评级。

### 气候
凯斯唐贝尔在柯本气候分类法中属于温带海洋性气候（Cfb）。
凯斯唐贝尔境内设有气象站，以下为该气象站的数据（其中日照数据取自圣纳泽尔气象站）：
| 凯斯唐贝尔1981年－2019年 | 凯斯唐贝尔1981年－2019年 | 凯斯唐贝尔1981年－2019年 | 凯斯唐贝尔1981年－2019年 | 凯斯唐贝尔1981年－2019年 | 凯斯唐贝尔1981年－2019年 | 凯斯唐贝尔1981年－2019年 | 凯斯唐贝尔1981年－2019年 | 凯斯唐贝尔1981年－2019年 | 凯斯唐贝尔1981年－2019年 | 凯斯唐贝尔1981年－2019年 | 凯斯唐贝尔1981年－2019年 | 凯斯唐贝尔1981年－2019年 | 凯斯唐贝尔1981年－2019年 |
| 月份                     | 1月                      | 2月                      | 3月                      | 4月                      | 5月                      | 6月                      | 7月                      | 8月                      | 9月                      | 10月                     | 11月                     | 12月                     | 全年                     |
| ------------------------ | ------------------------ | ------------------------ | ------------------------ | ------------------------ | ------------------------ | ------------------------ | ------------------------ | ------------------------ | ------------------------ | ------------------------ | ------------------------ | ------------------------ | ------------------------ |
| 历史最高温 °C（°F）      | 19 (66)                  | 19 (66)                  | 23.8 (74.8)              | 29 (84)                  | 31.3 (88.3)              | 36.1 (97.0)              | 36.5 (97.7)              | 38.5 (101.3)             | 32.5 (90.5)              | 28.6 (83.5)              | 21.1 (70.0)              | 16 (61)                  | 38.5 (101.3)             |
| 平均高温 °C（°F）        | 9.2 (48.6)               | 10.3 (50.5)              | 13.1 (55.6)              | 15.4 (59.7)              | 19.3 (66.7)              | 22.4 (72.3)              | 24.1 (75.4)              | 24.7 (76.5)              | 21.4 (70.5)              | 16.8 (62.2)              | 12.4 (54.3)              | 9.2 (48.6)               | 16.5 (61.7)              |
| 日均气温 °C（°F）        | 6.1 (43.0)               | 6.6 (43.9)               | 8.6 (47.5)               | 10.3 (50.5)              | 14 (57)                  | 16.7 (62.1)              | 18.4 (65.1)              | 18.7 (65.7)              | 15.9 (60.6)              | 12.6 (54.7)              | 8.7 (47.7)               | 6 (43)                   | 11.9 (53.4)              |
| 平均低温 °C（°F）        | 3 (37)                   | 2.9 (37.2)               | 4.1 (39.4)               | 5.2 (41.4)               | 8.8 (47.8)               | 11 (52)                  | 12.7 (54.9)              | 12.7 (54.9)              | 10.4 (50.7)              | 8.4 (47.1)               | 5 (41)                   | 2.8 (37.0)               | 7.3 (45.1)               |
| 历史最低温 °C（°F）      | −11.9 (10.6)             | −10.5 (13.1)             | −10 (14)                 | −3 (27)                  | −1.1 (30.0)              | 2 (36)                   | 4.8 (40.6)               | 4 (39)                   | 0 (32)                   | −3.5 (25.7)              | −7 (19)                  | −9.3 (15.3)              | −11.9 (10.6)             |
| 平均降水量 mm（）        | 129.3 (5.09)             | 88.2 (3.47)              | 82.7 (3.26)              | 75.1 (2.96)              | 87.3 (3.44)              | 51.4 (2.02)              | 58.4 (2.30)              | 49.4 (1.94)              | 81.3 (3.20)              | 119.6 (4.71)             | 112.7 (4.44)             | 134.7 (5.30)             | 1,070.1 (42.13)          |
| 月均日照時數             | 72.8                     | 102                      | 148.7                    | 174.5                    | 206.8                    | 232.9                    | 233.1                    | 233.9                    | 197.7                    | 127.9                    | 89.8                     | 72.4                     | 1,892.5                  |
| 来源：infoclimat.fr      |                          |                          |                          |                          |                          |                          |                          |                          |                          |                          |                          |                          |                          |

## 行政区划
凯斯唐贝尔的市镇编号为56184，邮政编号为56230。
在行政管理方面，凯斯唐贝尔隶属于法国布列塔尼大区莫尔比昂省瓦讷区；在地方选举方面，凯斯唐贝尔是凯斯唐贝尔县的中央投票站所在地，其市镇范围全境被划入莫尔比昂省第四选区；在社会管理方面，凯斯唐贝尔是凯斯唐贝尔市镇公共社区的办公驻地。
截至2023年8月，凯斯唐贝尔市镇范围内暂无任何城市敏感街区及城市政策优先街区。
法国国家统计与经济研究所（简称）在进行数据统计时，将凯斯唐贝尔市镇单独设为凯斯唐贝尔城市核心区（Unité urbaine de Questembert）及凯斯唐贝尔城市区（Aire urbaine de Questembert）。自2020年起，凯斯唐贝尔城市区被撤销，凯斯唐贝尔未被划入任何城市辐射区（Aire d'attraction）内。此外，还将凯斯唐贝尔市镇分为了2个“块区”（IRIS），以便于统计人口分布情况。

## 交通

### 公路
莫尔比昂省省道D1线、D1C线、D5线、D7线、D104线、D136线、D153线、D775线和D777线在凯斯唐贝尔境内交汇。布列塔尼大区下属的莫尔比昂城际客运巴士9线经过，可前往瓦讷和罗什福尔昂泰尔。
| 瓦讷 | 29 |

| 洛里昂 | 87 |

| 圣纳泽尔 | 59 |

| 勒东 | 34 |

2019年，80.6%的凯斯唐贝尔家庭拥有至少一辆私人汽车。2021年，凯斯唐贝尔境内共发生各类交通事故7起，造成9人受伤，其中3人重伤。

### 铁路

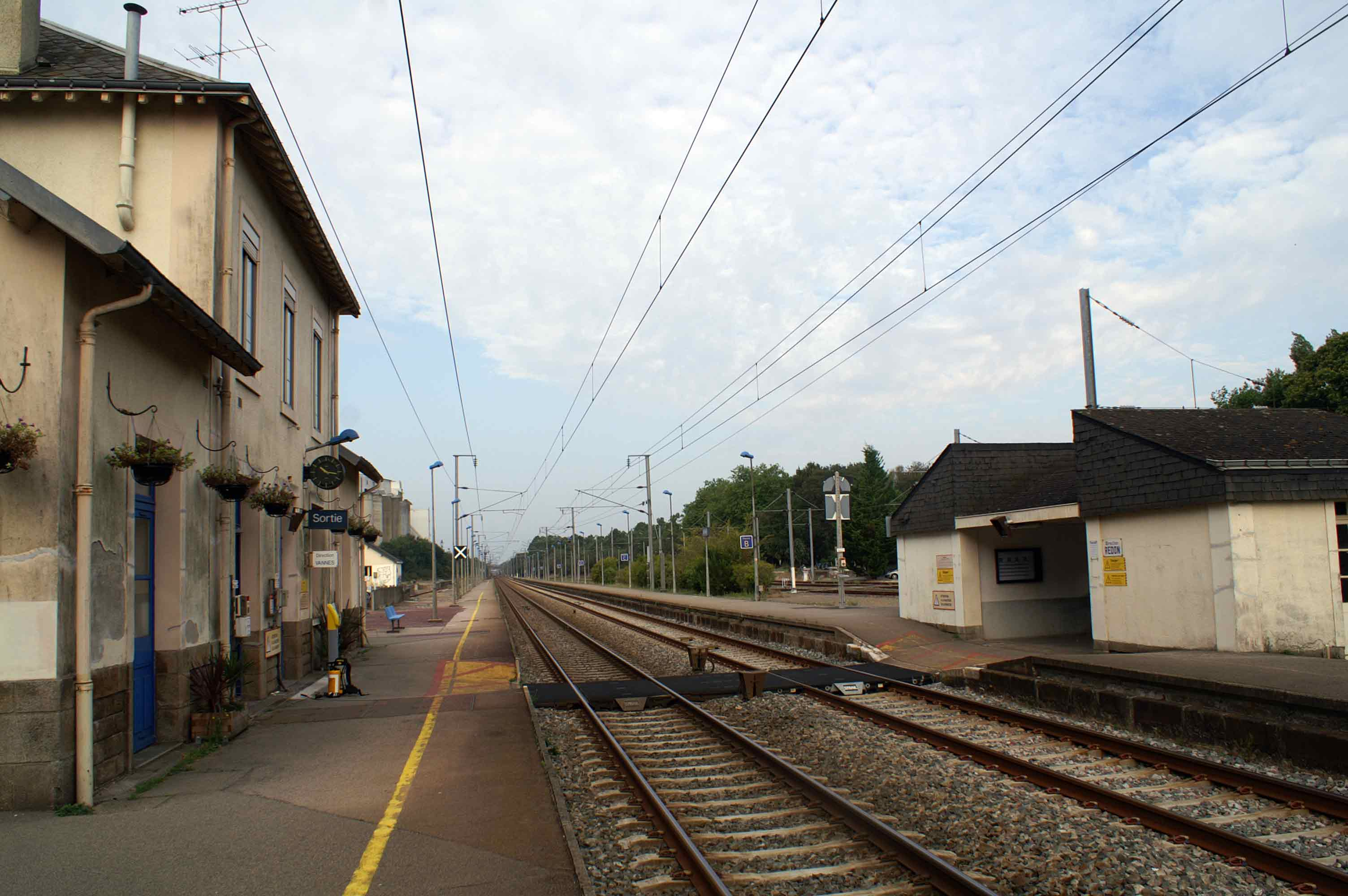
凯斯唐贝尔火车站股道

凯斯唐贝尔位于萨沃奈－朗代诺铁路上。凯斯唐贝尔站位于市区北部，停靠往返于勒东和瓦讷一线的区域列车，部分班次可直通雷恩、南特、坎佩尔及洛里昂。

### 航空
凯斯唐贝尔距离洛里昂机场、雷恩机场和南特机场的公路里程分布约90公里、93公里和98公里。

### 城市公共交通
截至2023年8月，凯斯唐贝尔暂无城市公共交通系统。

## 政治

### 市政内阁

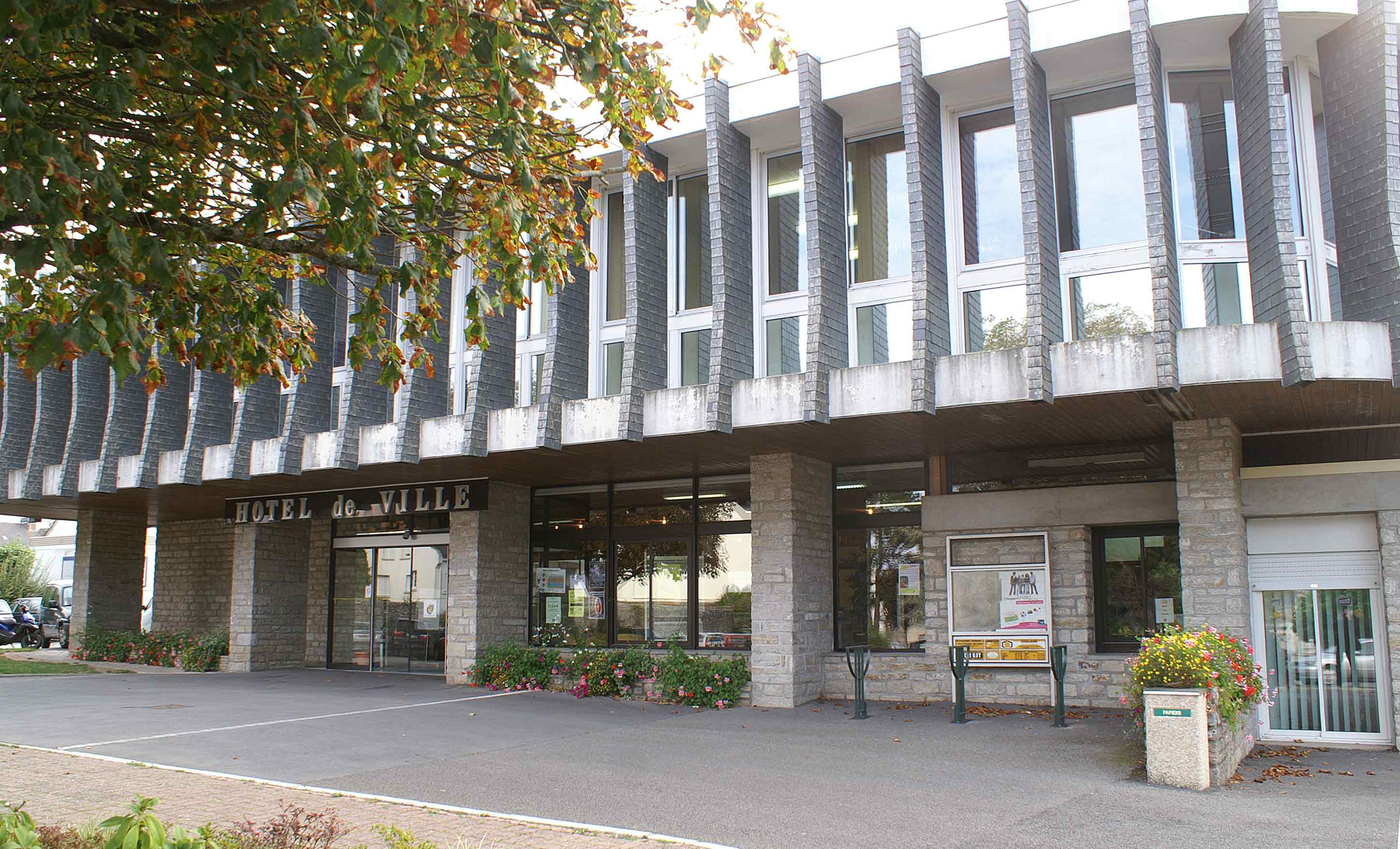
凯斯唐贝尔市政厅

凯斯唐贝尔的现任市长为鲍里斯·勒迈尔先生（Boris LEMAIRE），他是一名左翼无党派人士，在2020年的市政选举中获得了57.23%的支持率。
| 凯斯唐贝尔历届市长 | 凯斯唐贝尔历届市长                   | 凯斯唐贝尔历届市长           |
| 任期               | 市长                                 | 党派                         |
| ------------------ | ------------------------------------ | ---------------------------- |
| 1946年－1959年     | Louis HERROU 路易·埃鲁               | 不详                         |
| 1959年－1977年     | Jean GRIMAUD 让·格里莫               | RI独立激进党 →PR法国共和人党 |
| 1977年－1989年     | Jean DE KERANGAT 让·德凯朗加特       | DVD右翼无党派人士            |
| 1989年－1995年     | Bernard THOMYRE 贝尔纳·托米尔        | 無黨籍 →DVG左翼无党派人士    |
| 1995年－2014年     | Paul PABOEUF 保罗·帕伯夫             | PS社会党                     |
| 2014年－2020年     | Marie-Annick MARTIN 玛丽-安妮克·马丁 | DVD右翼无党派人士            |
| 2020年－           | Boris LEMAIRE 鲍里斯·勒迈尔          | DVG左翼无党派人士            |

### 各级选举
| 凯斯唐贝尔历届投票选举结果 | 凯斯唐贝尔历届投票选举结果 | 凯斯唐贝尔历届投票选举结果 | 凯斯唐贝尔历届投票选举结果 | 凯斯唐贝尔历届投票选举结果    | 凯斯唐贝尔历届投票选举结果 | 凯斯唐贝尔历届投票选举结果 | 凯斯唐贝尔历届投票选举结果    | 凯斯唐贝尔历届投票选举结果 | 凯斯唐贝尔历届投票选举结果 |
| 选举项目                   | 选举范围                   | 选区单位                   | 选区单位内的选举结果       | 选区单位内的选举结果          | 选区单位内的选举结果       | 选区单位内的选举结果       | 选区单位内的选举结果          | 选区单位内的选举结果       | 参考资料                   |
| 选举项目                   | 选举范围                   | 选区单位                   | 第一轮胜出者               | 第一轮胜出者                  | 支持率                     | 第二轮胜出者               | 第二轮胜出者                  | 支持率                     | 参考资料                   |
| -------------------------- | -------------------------- | -------------------------- | -------------------------- | ----------------------------- | -------------------------- | -------------------------- | ----------------------------- | -------------------------- | -------------------------- |
| 2017年法國總統選舉         | 法國                       | 市镇                       |                            | 埃马纽埃尔·马克龙             | 27.45%                     |                            | 埃马纽埃尔·马克龙             | 70.35%                     | [ 27 ]                     |
| 2017年法国立法选举         | 莫尔比昂省第四选区         | 市镇                       |                            | 保罗·莫拉克                   | 54.52%                     | （不适用）                 | （不适用）                    | （不适用）                 | [ 27 ]                     |
| 2019年欧洲议会选举         | 法國                       | 市镇                       |                            | 娜塔莉·卢瓦索                 | 22.89%                     | （不适用）                 | （不适用）                    | （不适用）                 | [ 29 ]                     |
| 2021年法国省级选举         | 莫尔比昂省                 | 县                         |                            | 玛丽·勒博泰尔夫 鲍里斯·勒迈尔 | 49.6%                      |                            | 玛丽·勒博泰尔夫 鲍里斯·勒迈尔 | 65.16%                     | [ 30 ]                     |
| 2021年法国省级选举         | 莫尔比昂省                 | 市镇                       |                            | 玛丽·勒博泰尔夫 鲍里斯·勒迈尔 | 58.1%                      |                            | 玛丽·勒博泰尔夫 鲍里斯·勒迈尔 | 71.86%                     | [ 30 ]                     |
| 2021年法国大区选举         | 布列塔尼大區               | 市镇                       |                            | 洛伊格·谢奈-吉拉尔            | 26.27%                     |                            | 洛伊格·谢奈-吉拉尔            | 36.7%                      | [ 31 ]                     |
| 2022年法国总统选举         | 法國                       | 市镇                       |                            | 埃马纽埃尔·马克龙             | 33.55%                     |                            | 埃马纽埃尔·马克龙             | 63.83%                     | [ 27 ]                     |
| 2022年法国立法选举         | 莫尔比昂省第四选区         | 市镇                       |                            | 保罗·莫拉克                   | 34.95%                     |                            | 保罗·莫拉克                   | 70.75%                     | [ 27 ]                     |

## 人口
2020年，凯斯唐贝尔市镇人口数量为7,937，在法国排名第1,331位。其中男性3,823人，女性4,039人，75岁及以上人口占9.2%，外籍人口数量为89人，人口密度为120人/平方公里，当地居民被称为（男性）或（女性）。2020年，凯斯唐贝尔境内出生42人，死亡人口93人。
| 凯斯唐贝尔1901年－2020年人口变化情况 |
|                                      |
| 数据来源：Cassini、INSEE             |

## 经济
凯斯唐贝尔是一个区域性的中心城市。截至2023年8月，凯斯唐贝尔市镇范围内共有各类用人单位（包含自雇）1,179家，平均历史为16年，其中98.17%为中小型企业（PME），2023年6月至8月间，当地的经济活力指数为0.17%。（城际公路货运）、（五金）及（城际公路货运）是当地2021年营业额最高的三个企业，分别为3,326,499欧元、2,815,632欧元和1,786,545欧元。

## 财政与居民收入
2021年，凯斯唐贝尔的财政收入总额为9,025,650欧元，财政支出总额为6,986,790欧元，当年的债务总额为7,213,010欧元。2021年，凯斯唐贝尔市镇通过增值税获得331,850欧元的收入，此外当地还共获得了377,250欧元的国家直接财政补助。
2019年，凯斯唐贝尔的人均月收入总额为2,019欧元，其中高级职员为3,615欧元，低于法国平均水平（4,230欧元）；中级职员为2,266欧元，低于法国平均水平（2,411欧元）；普通职员为1,656欧元，亦低于法国平均水平（1,740欧元）。
2019年，凯斯唐贝尔境内的贫困率为10%，青壮年（15至64岁）失业率为11.6%；当地44.7%的家庭拥有纳税资格，平均纳税2,412欧元，低于法国平均水平（4,393欧元）。

## 社会事务

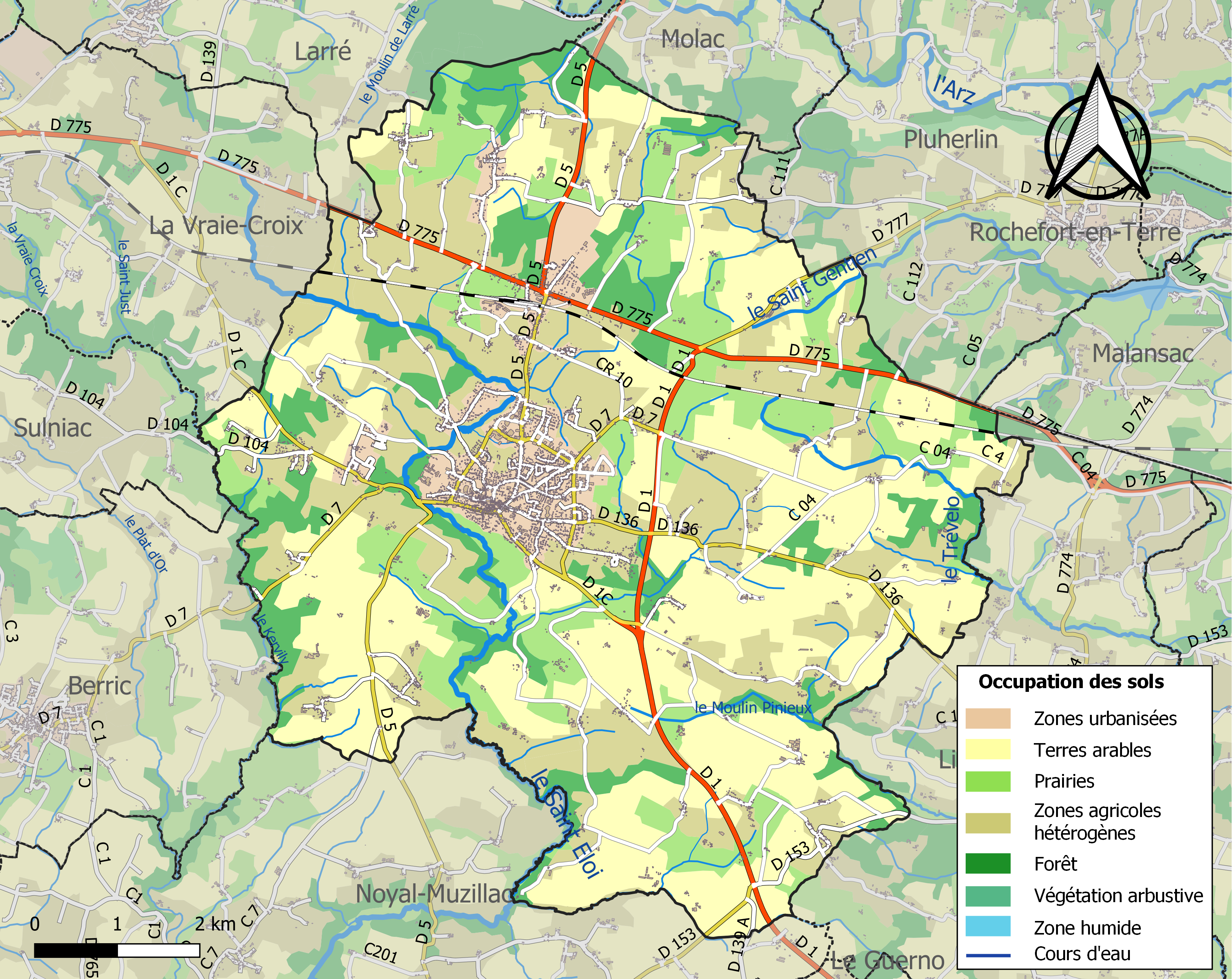
凯斯唐贝尔土地利用情况地图

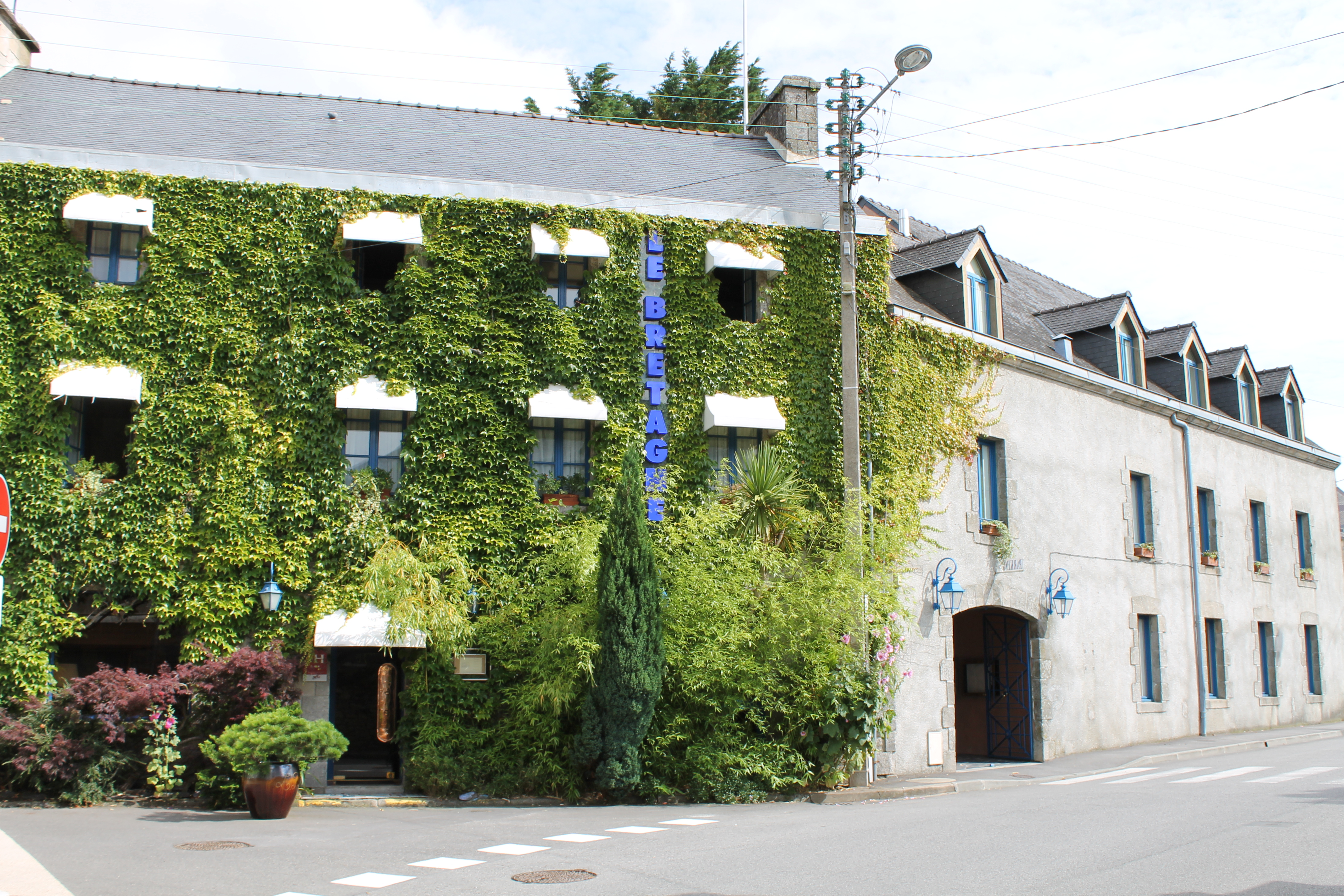
一家传统餐厅

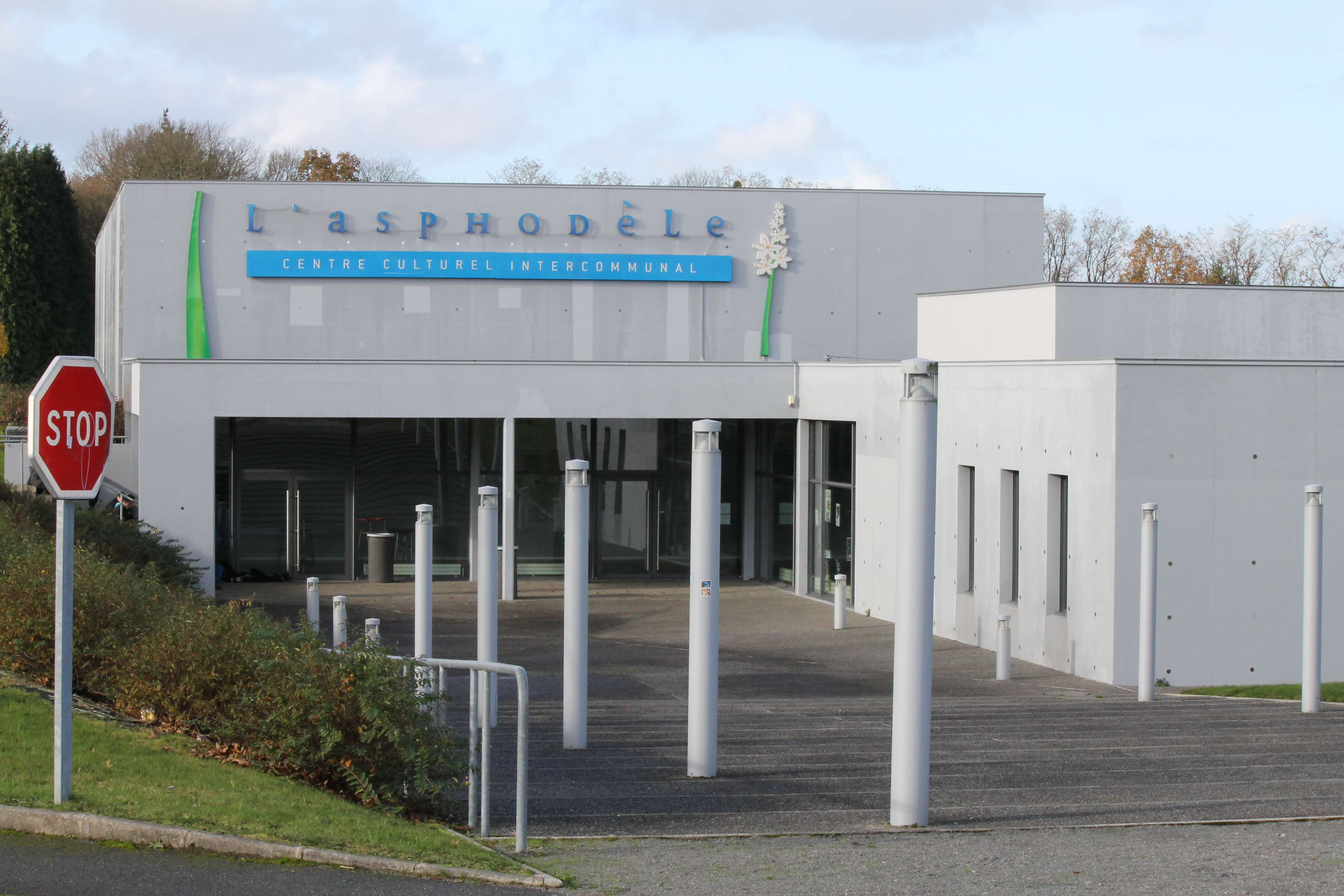
L'Asphodèle文化中心

### 教育
凯斯唐贝尔属于雷恩学区。截至2021年1月1日，凯斯唐贝尔境内共有1所幼儿园、3所小学、2所初级中学、1所普通高中和1所农业高中。2021至2022学年度，凯斯唐贝尔境内共有在校中等教育阶段学生1,500名。

### 医疗
截至2021年1月1日，凯斯唐贝尔境内共有全科医生9名、保健师11名、牙医4名、护士17名、眼科医生5名和助产士2名。境内共有药房3家、残疾人帮扶中心1家。
距离凯斯唐贝尔最近的区域性医疗机构为大西洋布列塔尼中心医院，其主病区普罗斯佩尔·许贝尔医院位于瓦讷市区北部，距离凯斯唐贝尔市区的正常车程大约分钟，该院设有床位785个，是当地规模最大的公立综合性医院。

### 住房
2019年，凯斯唐贝尔境内共有各类住房3,939套，其中84.6%为独立式居民区，14.4%为集中式居民区。常住房屋占凯斯唐贝尔市镇范围内居民建筑总量的89.1%。
在住房保障政策方面，2021年，凯斯唐贝尔境内共有508户家庭获得了住房经济补助，受益人数占总人口数量的6.4%，其中471份为房租补助。

### 商业
2021年，凯斯唐贝尔境内共有各类实体商铺173家，其中餐厅18家、大型超市5家、杂货店2家、面包房6家、肉铺3家、书店1家、装饰品店2家、银行门店5家、美容美发店9家、汽车维修店18家。市区北部建有开放式商业街区，有Intermarché、Lidl、Bricomarché等购物商场，市区西部则有一家家乐福超市。

### 体育
2021年，凯斯唐贝尔境内共有1家游泳池、2间体育馆、2座综合体育场、4处网球场、1处马术场、5处足球或橄榄球场以及2处篮球或排球场。
截至2023年8月，凯斯唐贝尔金毛果（La Bogue d'Or de Questembert，编号502020）是凯斯唐贝尔境内唯一的一家注册足球俱乐部，其主队2023至2024赛季参加莫尔比昂省足球联赛甲组（法国第九级别），其主场为市政球场（Stade Municipal）。
勒雷斯托跑马场位于凯斯唐贝尔市区北部。

### 环境
凯斯唐贝尔的环境事务由其所属的凯斯唐贝尔市镇公共社区联合各级政府协调负责。2021年，凯斯唐贝尔境内暂无污染企业。

### 治安
2021年，凯斯唐贝尔市镇范围内有1处宪兵队。
凯斯唐贝尔及其附近的共69个市镇是瓦讷国家宪兵队（zone gendarmerie de Vannes）的管辖范围。2020年，该宪兵队累计记录各类案件4,498起，其中盗窃类案件2,422起，经济类案件703起，毒品交易类案件182起。

## 文化

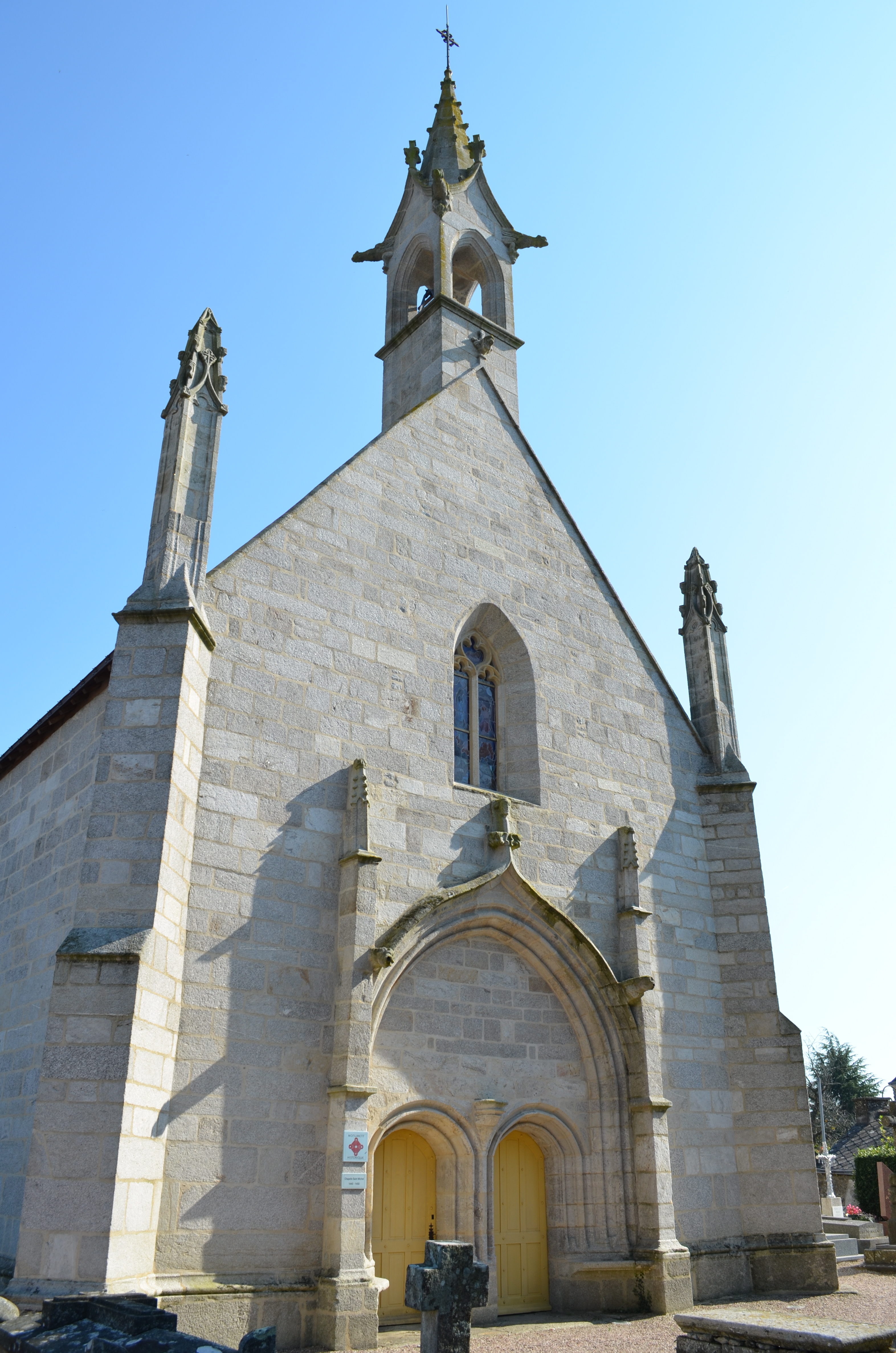
圣米歇尔小教堂

2021年，凯斯唐贝尔境内有1家电影院。凯斯唐贝尔市政府提供多媒体中心，每周一、二、三、五、六向公众开放。

### 建筑
凯斯唐贝尔境内有多处历史建筑，其中圣米歇尔小教堂、集市大堂等为法国国家文物保护单位。

### 旅游
凯斯唐贝尔的旅游事务由其所属的凯斯唐贝尔市镇公共社区负责。2022年，凯斯唐贝尔境内共有1家酒店共计5间房间。

### 媒体
法国主要的媒体均可在凯斯唐贝尔接收，法国电视三台下属的布列塔尼大区频道在部分时段播出凯斯唐贝尔所在莫尔比昂省的地方新闻。南部布列塔尼电视台、蓝色法兰西阿摩里卡广播、南莫尔比昂广播、瓦讷布列塔尼语广播等是当地主要的地方性媒体。

## 友好城市
截至2023年8月，凯斯唐贝尔共与一座城市建立了友好城市关系：
- 洛特省 韦拉克